# Alpenrod

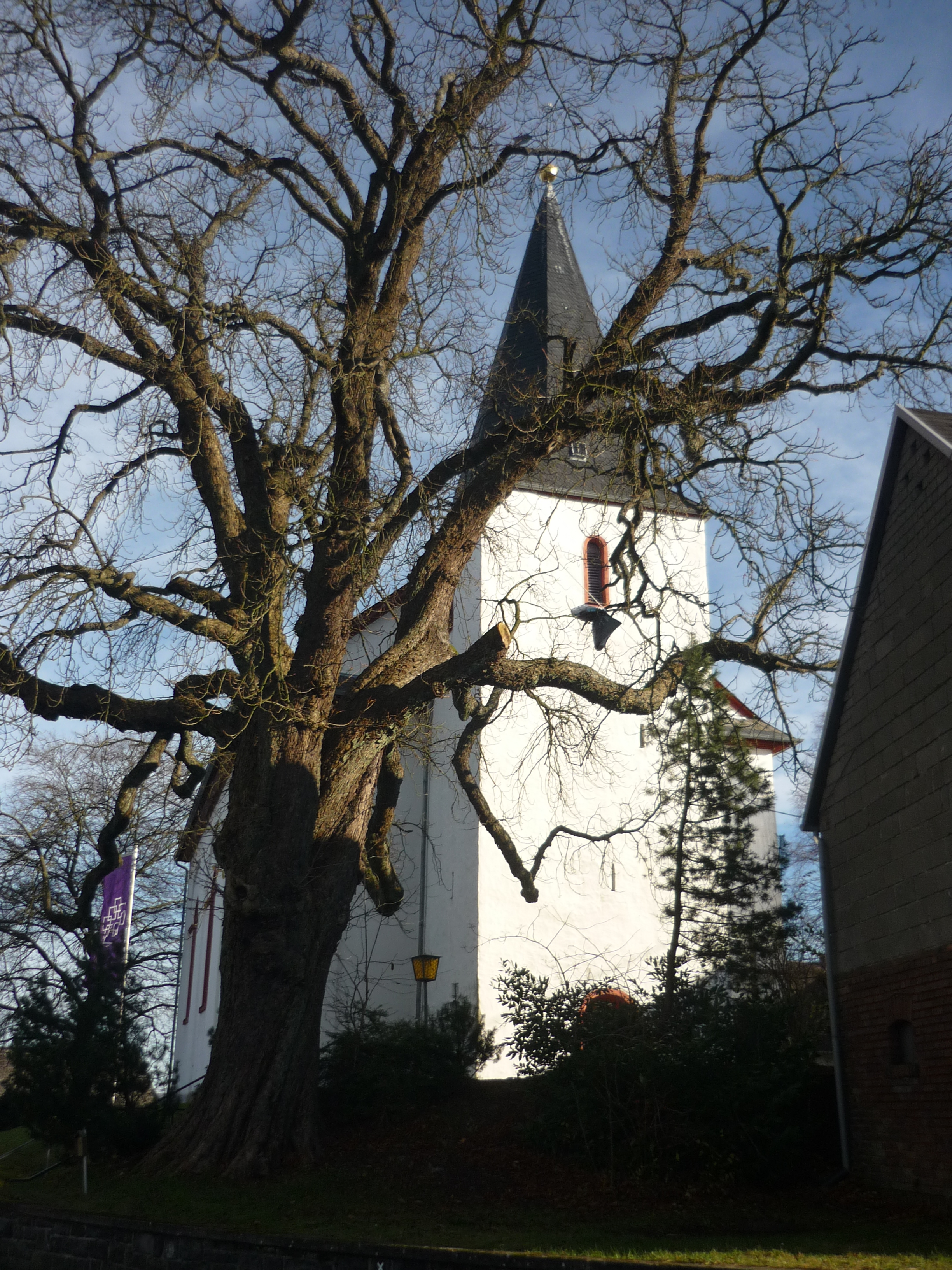
Kirche (1843/44) in Alpenrod

Alpenrod ist eine Ortsgemeinde im Westerwaldkreis in Rheinland-Pfalz. Sie gehört der Verbandsgemeinde Hachenburg an.

## Geographie
Die Gemeinde liegt südöstlich von Hachenburg im Westerwald am linken Ufer der Großen Nister und des Enspeler Bachs.
Mit dem im Südwesten des Ortsteils Alpenrod liegenden Gräbersberg (513 m ü. NHN) befindet sich auf der Gemarkung der Gemeinde die höchste Erhebung in der Verbandsgemeinde Hachenburg. Auf dem Gräbersberg steht ein Aussichtsturm mit einer öffentlich zugänglichen Besucherplattform auf 30 Metern Höhe.
Ortsteile der Gemeinde sind Alpenrod, Hirtscheid und Dehlingen. Zur Gemeinde gehören auch die Wohnplätze Haus Alpenrod, Hof Eichwiese, Hof Welterstein, Neuhof und Talmühle.

## Geschichte
In einer Urkunde aus dem Jahr 1320 wird das Dorf erstmals als Albrechtsrode erwähnt. Hier stand auch eine Burg zum Schutz der Wege auf dem „Nöchel“. Es hatte aber schon früher eine Kapelle mit einer kleinen Siedlung gegeben (mindestens 1131).
Der Turm der jetzigen Kirche stammt aus dieser Zeit. Schätzungen gehen bis in das 9. Jahrhundert. Zu Alpenrod gehören die Ortschaften Dehlingen (Erster Siedler mit Namen Dillinger, 1618) und Hirtscheid (um 1100 Hirnscheid). Hier gab es ab 1551 ein Talmühle. Graf Salentin Ernst von Manderscheid-Sayn versuchte (1657 und 1678–1680) den Verkehr der Köln-Frankfurter Straße (heutige B 8) über Hachenburg zu leiten. Daher baute er eine Poststraße aus, die oberhalb von Alpenrod entlang führte und heute als die alte Poststraße bekannt ist. Die Köln-Leipziger Straße und die Köln-Frankfurter Straße waren die wichtigsten Fernwege seit der Zeit der merowingischen Könige. Da das Tal in alten Zeiten versumpft und schwer zugänglich war, führten alle Wege über die Höhen wie die alte Poststraße. Zu vermuten ist, dass diese Straße schon zu keltischen Zeiten genutzt worden ist.
Bevölkerungsentwicklung
Die Entwicklung der Einwohnerzahl der Gemeinde Alpenrod, die Werte von 1871 bis 1987 beruhen auf Volkszählungen:
| Jahr | Einwohner |
| ---- | --------- |
| 1815 | 889       |
| 1835 | 921       |
| 1871 | 888       |
| 1905 | 914       |
| 1939 | 1.022     |
| 1950 | 1.078     |

| Jahr | Einwohner |
| ---- | --------- |
| 1961 | 1.047     |
| 1970 | 1.162     |
| 1987 | 1.271     |
| 1997 | 1.564     |
| 2005 | 1.601     |
| 2017 | 1.569     |
| 2022 | 1614      |

## Politik

### Bürgermeister
Beate Salzer (SPD) wurde 2004 Ortsbürgermeisterin von Alpenrod. Bei der Direktwahl am 26. Mai 2019 wurde sie mit einem Stimmenanteil von 88,06 % für weitere fünf Jahre in ihrem Amt bestätigt. Zur Wahl am 9. Juni 2024 trat sie nicht mehr an.
Es setzte sich Stefan von Minden (SPD) mit 60,3 % der Stimmen gegen einen parteilosen Kandidaten durch. Die Wahlbeteiligung lag bei 69,9 %. Mit 107 ungültigen Stimmen lag deren Anteil bei 12,2 %.

### Wappen
| Wappen von Alpenrod | Blasonierung: „In Gold ein blauer Schrägbalken, belegt mit drei silbernen Kugeln, oben drei stilisierte grüne Bäume, unten eine rote Glocke.“ |
| Wappen von Alpenrod | Wappenbegründung: Die drei Kugeln im Schrägbalken weisen zugleich auf die drei zur Gemeinde gehörenden Dörfer Alpenrod, Dehlingen und Hirtscheid und auf das mittelalterliche ortsansässige Adelsgeschlecht der Schönhals zu Albrechtenrode hin, das in seinem Wappen drei Kugeln führte. Die Glocke symbolisiert die Kirche und das Kirchspiel Alpenrod, die Bäume den Waldreichtum. Die Farben Gold und Rot (Glocke) sind ein Hinweis auf die frühere Zugehörigkeit zur Grafschaft Sayn. |

## Verkehr
- Die Gemeinde liegt zwischen der Bundesstraße 414 die Koblenz und Hachenburg verbindet, und der B 255 die von Montabaur nach Herborn führt.
- Die A 3 mit der Anschlussstelle Montabaur (AS 40) liegt 25 km entfernt.
- Die nächstgelegenen Anschlussmöglichkeiten an den Eisenbahnverkehr sind die Bahnhöfe Hachenburg, Erbach, Büdingen und Enspel. Hier verkehren die Züge der Regionalbahnlinie 90 der Hessischen Landesbahn, Bereich Dreiländerbahn nach dem Rheinland-Pfalz-Takt auf der Fahrtroute Limburg(Lahn) – Diez Ost – Westerburg – Hachenburg – Altenkirchen – Au(Sieg) – Wissen(Sieg) – Siegen täglich im Stundentakt.
- Durch die Lage Alpenrods im Westerwaldkreis gilt im Bus- und Bahnverkehr der Tarif des Verkehrsverbund Rhein-Mosel.

## Söhne und Töchter der Gemeinde
- Hellmuth Gensicke (1917–2006), war Direktor des Hessischen Hauptstaatsarchivs in Wiesbaden und bedeutender Historiker für die Landesgeschichte des Westerwaldes.
- Erich Klöckner (1913–2003), war Flugpionier und Testpilot.